# Pavel Tonkov
Pavel Sergeyevich Tonkov (em russo:  Павел Сергеевич Тонков; Ijevsk, 9 de fevereiro de 1969) é um antigo ciclista profissional russo.
As maiores vitórias de Pavel Tonkov aconteceram a meio da década de 1990, com a vitória na edição de 1995 da Volta à Suíça, em 1996 a vitória no Giro d'Italia e o terceiro lugar na Vuelta a España e em 1997 a conquista do Tour de Romandie. Competiu nos Jogos Olímpicos de Verão de 1996 e 2000.
Retirado em 2005, vive presentemente na zona montanhosa a norte de Madrid.

## Palmarés
Campeão nacional júnior da União Soviética e Campeão mundial júnior (1987)
 Campeão nacional sub-23 da União Soviética (1988)
Giro d'Italia
Vencedor e uma etapa (1996)
2º e três etapas (1997)
2º e uma etapa (1998)
5º (1994 e 2000)
Camisola da Juventude (1992, 1993)
Vuelta a España
2 etapas (1997)
3º (2000)
4º (1999)
Tour de Suisse
Vencedor, Camisola da montanha e uma etapa (1995)
Camisola da montanha e uma etapa (1993)
Tour de Romandie
Vencedor (1997)